# Ephrem Ekobena
Ephrem Ekobena, né le 28 août 1985 à Oyem, est un coureur cycliste gabonais. En 2013, il devient champion du Gabon du contre-la-montre.

## Biographie
Né à Oyem, Ephem Ekobena est issu d'une famille nombreuse de 20 frères et sœurs. Son père Cyprien, entraîneur, est un ancien coureur cycliste, qui a notamment remporté le Tour de Sangmélima en 1957, au Cameroun. Deux ans plus tard, celui-ci déménage au Gabon, avant d'opter pour la nationalité gabonaise, le jour de l'indépendance du pays. 
Suivant les traces de son père, Ephrem commence le cyclisme à l'âge de 14 ans. Il rejoint l'équipe nationale du Gabon juniors à partir de 2001, après avoir remporté les championnats nationaux de sa catégorie. Régulièrement sélectionné en équipe nationale du Gabon, il a notamment participé à la première édition de la Tropicale Amissa Bongo, en 2006. En 2013, il est sacré champion du Gabon du contre-la-montre. Au cours de cette même saison, il porte durant une journée le maillot de meilleur grimpeur sur la Tropicale Amissa Bongo, à l'issue de la première étape.
Au début de l'année 2017, il est suspendu à vie par le Ministère des Sports gabonais, tout comme cinq de ses coéquipiers de la sélection nationale. Cette sanction fait suite au refus des cyclistes gabonais de prendre le départ de la Tropicale Amissa Bongo, déplorant le manque de moyens mis à leur disposition pour cette échéance, depuis notamment le notamment de leur entraîneur Abraham Olano, ainsi que le non paiement de leurs primes depuis plus de deux ans,,. Cette exclusion définitive est finalement allégée à deux ans avec sursis au mois de juillet.

## Palmarès
- 2013
  -  Champion du Gabon du contre-la-montre
- 2016
  - 3e du championnat du Gabon du contre-la-montre
  - 3e du championnat du Gabon sur route

## Classements mondiaux
| Année           | 2013 |
| --------------- | ---- |
| UCI Africa Tour | 127e |